# Sihlea, Vrancea
Sihlea este satul de reședință al comunei cu același nume din județul Vrancea, Muntenia, România.

## Monumentele istorice (categoria Monumente memoriale)
- Ansamblul memorial și de arhitectură Sihleanu-Grădișteanu-Ghica (VN-IV-a-B-20944)
- Biserica Sfinții Împărați Constantin și Elena (VN-IV-m-B-20944.02)
- Bustul poetului Alexandru Sihleanu (VN-IV-m-B-20944.03)
- Castelul Sihleanu-Grădișteanu-Ghica (VN-IV-m-B-20944.01)

 Acest articol despre o localitate din județul Vrancea este deocamdată un ciot. Puteți ajuta Wikipedia prin completarea lui.